# Fédération interprofessionnelle de la santé du Québec
Pour les articles homonymes, voir FIQ.
La Fédération interprofessionnelle de la santé du Québec (FIQ) est une organisation syndicale qui compte plus de 80 000 membres infirmières, infirmières auxiliaires, inhalothérapeutes et perfusionnistes cliniques œuvrant dans les établissements de santé aux quatre coins du Québec. La FIQ est une organisation féministe, composée à plus de 90% de femmes, vouée à la défense de ses membres, mais également à celle des patient-e-s et du réseau public de santé.

## Objectifs
Que ce soit par ses orientations ou encore par ses méthodes d’action, la FIQ s’engage sur le terrain des luttes syndicales, sociales et économiques à promouvoir une société qui reconnaisse la primauté des droits humains sur les impératifs économiques et qui soit à la recherche d’une plus grande justice, d’une répartition équitable des richesses et des pouvoirs, et ce, sans affiliation à un parti politique.[réf. nécessaire]
La FIQ œuvre prioritairement à la défense et à la promotion des intérêts professionnels, économiques et sociaux de ses membres. Animée par des valeurs de justice, de solidarité et d’équité, elle se veut un outil collectif de conscientisation et de pression.[réf. nécessaire]
- démocratique et accessible
- recherchant l’amélioration des conditions de travail
- au cœur de la santé
- impliquée dans la promotion des droits des femmes
- logeant à l’enseigne de la solidarité

- transformation des primes de soir et de nuit en pourcentage du salaire
- introduction des primes de fin de semaine
- congés compensatoires pour le travail de nuit
- conversion des heures de remplacement en postes
- déplafonnement de l’échelle salariale pour les détentrices d’une formation postscolaire
- augmentation des sommes consenties pour la formation en cours d’emploi
- mécanisme amélioré pour le règlement des fardeaux de tâche
- meilleure protection en cas d’invalidité
- réduction de la période de prise du congé annuel
- conditions particulières pour les infirmières du Grand Nord
- améliorations importantes à la rémunération au fil des ans

## Fondation
Née de la fusion de trois fédérations (Fédération des infirmières et infirmiers unis, Fédération québécoise des infirmières et infirmiers, Fédération des syndicats professionnels d’infirmières et d’infirmiers du Québec), la Fédération des infirmières et infirmiers du Québec est officiellement fondée le 2 décembre 1987. La force, l’expertise et la détermination de 36 000 infirmières sont alors regroupées sous une même bannière.[réf. nécessaire]

## Nombre de membres grandissant
En 2005, à la suite de l’adoption du projet de loi 30, des votes d’allégeance syndicale se tiennent dans tous les établissements de santé et de services sociaux du Québec. Les syndiquées doivent alors choisir le syndicat devant représenter leur profession. Cette année-là, 10 000 nouvelles membres joignent les rangs de la Fédération. En décembre 2006, afin de refléter la nouvelle réalité de l’organisation qui réunit infirmières, infirmières auxiliaires, inhalothérapeutes, perfusionnistes, puéricultrices et gardes-bébés, la FIIQ devient la FIQ : la Fédération interprofessionnelle de la santé du Québec.[réf. nécessaire]

## Sauvegarde des services publics
En juin 2006, la FIQ joint le Secrétariat intersyndical des services publics (SISP). La mission première du SISP s’articule autour de la défense et de la promotion des services publics offerts à la population québécoise. Par leurs actions concertées, les organisations syndicales formant le SISP (APTS, CSQ, FIQ, SFPQ et SPGQ) souhaitent favoriser l’accès à des services publics de qualité, et ce, sur l’ensemble du territoire québécois.[réf. nécessaire]
Le SISP regroupe plus de 300 000 membres, issus des cinq organisations le composant, dont plus de 240 000 proviennent des secteurs public, parapublic et péripublic.[réf. nécessaire]

## Équité salariale
Au mois de juin 2006, le dossier de l’équité salariale se règle enfin, après presque 10 ans de travail acharné. Un règlement survient le 20 juin entre l’Intersyndicale équité, dont la FIQ est membre, et le Conseil du trésor. Il s’agit d’une importante victoire historique pour les femmes du Québec et pour les membres de la Fédération. Un total de 327 000 personnes, regroupées dans 140 catégories à prédominance féminine, sont visées par des correctifs salariaux. Pour les membres de la FIQ, les correctifs varient entre 4,21 % et 12,53 %.[réf. nécessaire]

## Présidence
| Nom            | Mandat       |
| -------------- | ------------ |
| Diane Lavallée | 1988-1993    |
| Jennie Skenne  | 1993-2005    |
| Lina Bonamie   | 2005-2009    |
| Régine Laurent | 2009-2017    |
| Nancy Bédard   | 2017-2021    |
| Julie Bouchard | 2021-présent |